# Petigny
Pour les articles homonymes, voir Pétigny.
Petigny (en wallon P'tègniye) est une section de la ville belge de Couvin située en Wallonie dans la province de Namur. Le village, habité par mille Petignolais et Petignolaises (ou Chitards en wallon), est dénommé « village de pierres et d'eau », en raison de sa situation géographique : sur de très nombreuses sources et des petits cours d'eau, au fond d'une vallée creuse enfermée par des roches calcaires.
Petigny se trouve sur le territoire du Parc national de l'Entre-Sambre-et-Meuse (ESEM).

## Géographie
Petigny était une commune à part entière avant la fusion des communes de 1977. La section couvre une superficie de 1686 hectares, dont 1200 ha de forêts. Le village se trouve sur une bande calcaire au biotope particulier, dénommée Calestienne. Le sud de la section, par contre, se trouve en Ardenne.
Petigny est situé au confluent d'un ruisseau, le Nobuisson (parfois aussi appelé ry Masuy), et d'une rivière, l'Eau Noire. Il a été habité très tôt, dans sa grotte du Poilu, située au cœur du village (traces de présences au Néolithique, aujourd'hui réserve naturelle domaniale chyroptérologique). Notons aussi d'autres grottes, ouvertes au tourisme, les grottes de l'Adugeoir, dites grottes de Neptune. L'Eau Noire y pénètre et n'en sort (à Nismes) qu'après un trajet de 48 h. Le village accueille aussi le barrage du Ry de Rome, réserve d'eau potable créée en 1975.

## Évolution démographique
- Source: DGS, 1831 à 1970=recensements population, 1976= habitants au 31 décembre

## Patrimoine et folklore

### Patrimoine architectural
- Ancien presbytère. Construction classique en moellons de calcaire du milieu du XVIIIe siècle[1].
- Ancienne maison communale. Construction néo-classique en moellons de calcaire sous toiture d'ardoise surmonté d'un clocheton, bâtie dans le deuxième tiers du XIXe siècle[2].
- Église Saint-Victor. Édifice néo-roman en pierre calcaire construit entre 1872 et 1874 sur les plans de l'architecte provincial Ladislas Degreny[3]. Important réaménagement intérieur en 1968 par l'architecte René Michaux et en 2023.
- Presbytère, place communale. Construit en 1817-1818 par l'abbé Pierlot[2].
- Château de Monge. Derrière cet édifice (1786), tour (classée) de l'ancien château-ferme (XIIe)[4].
- Ferme du Château, rue Chereulle. Bâtiments en L encore partiellement du XVIIe siècle.
- Ancien couvent de l'Hermitage. Vestige d'un couvent établi par les Franciscains en 1486, devenus Récollets en 1534 sur d'un ermitage qui est occupé en 1463 par le bourguignon Léonard Pectoral. Les bâtiments furent reconstruits  en deux étapes, de 1719 à 1723 et de 1731 à 1735, et en 1793 ils sont détruits excepté deux bâtiments annexes[5].
- Place du Bati.
- Pont du Bati (1852, classé de même que ses abords : berges et tilleuls séculaires)[1].
- Nombreuses chapelles et potales.
- Centre presque homogène, en pierre calcaire.

#### Trésor historique
Un trésor de 81 objets de l’âge du bronze a été découvert à Petigny, lors d'une fouille sauvage en 2016.

### Folklore
Le village de Petigny est animé par un folklore particulièrement développé. Le carnaval, fêté les cinq jours précédant le mardi-gras, est caractérisé par la recherche, la condamnation puis l'exécution d'un personnage appelé Mauvais Bien. Le troisième week-end de juin, c'est un cortège de géants qui égaie les rues du bourg. Début septembre, des caisses à savon avalent une impressionnante descente, à près de 100 km/h; Enfin, chaque week-end d'été, les Petignolais rivalisent au jeu de quilles, jeu traditionnel au village. Il faut savoir aussi que ce village est animé durant le week-end du 15 août par une marche folklorique « Marche Saint Victor » qui défile durant quatre jours dans les différents quartiers (les Monts, le centre du village, les « quatre Notre Dame », la Platinerie). Cette Marche existe depuis le 150e anniversaire de l'indépendance de la Belgique, en 1980. Victor est le saint patron de la Paroisse.

## Galerie

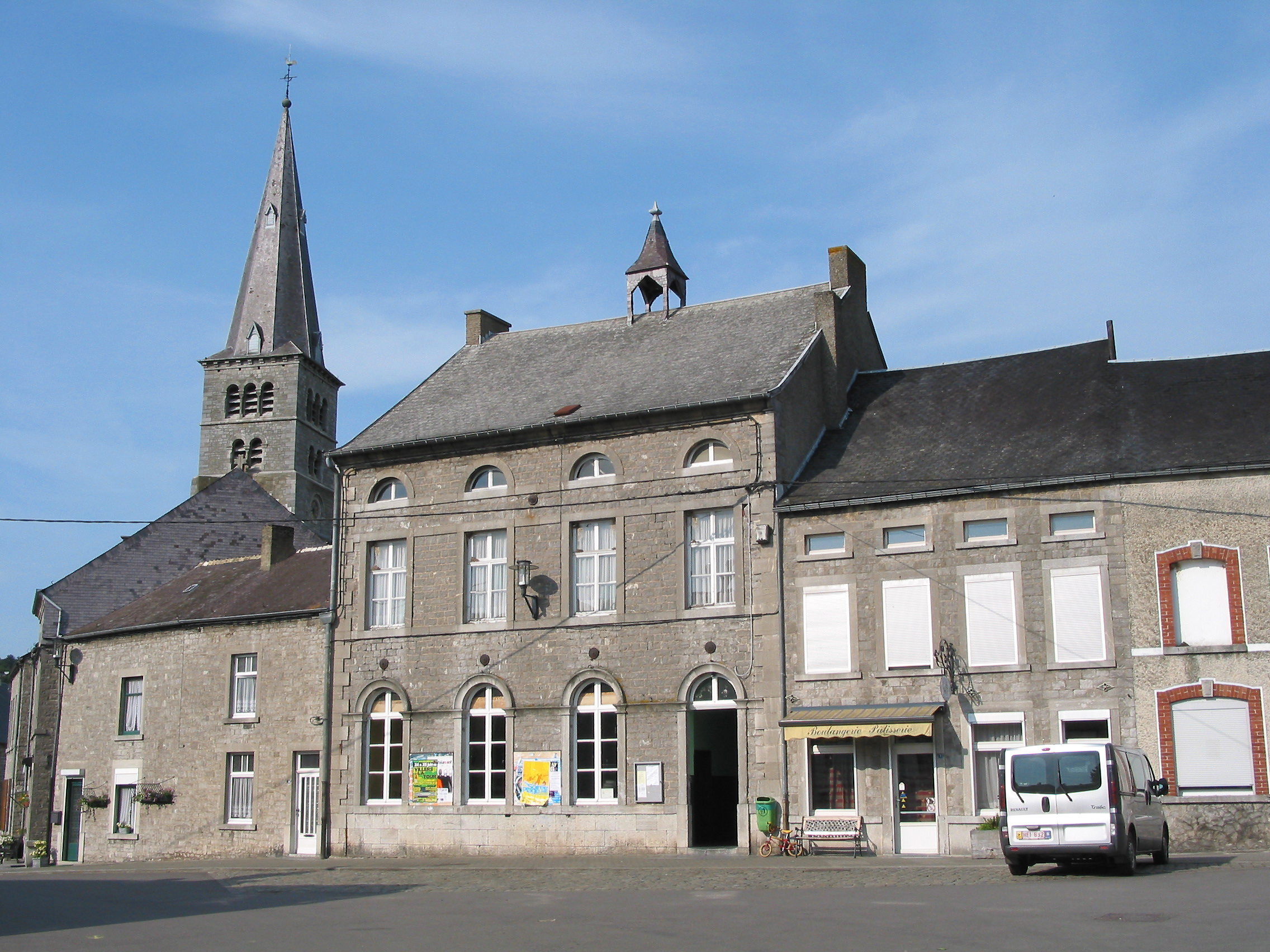
L’ancienne maison communale et l’église Saint-Victor.

## Économie
Village anciennement peuplé d'ouvriers carriers, miniers et de bûcherons, charbonniers et sabotiers.

## Personnalités
La dernière famille seigneuriale de Petigny fut la famille de Monge. Cette noblesse modeste a fourni deux célébrités locales : l'un ayant rassemblé des troupes dans la région couvinoise pour monter sur Bruxelles lors de la révolution Belge de 1830 ; l'autre, lieutenant-général Zoé de Monge, s'étant illustré durant la Première Guerre mondiale.
Le chanteur baryton Gilbert Dubuc y est né en 1925.